# Nafaanra
Nafaanra ([Nafaãra], auch: Nafaara) ist eine Senufo-Sprache, die im Nordwesten Ghanas, an der Grenze zur Elfenbeinküste und östlich von Bondoukou von etwa 61.000 Menschen (GILLBT 2003) gesprochen wird. 
Die Sprecher nennen sich selbst Nafana, andere bezeichnen sie als Banda oder Mfantera. Wie andere Senufo-Sprachen ist auch Nafaanra eine Tonsprache. Es handelt sich um einen Ableger in dieser Gruppe, dessen nächster Nachbar geographisch gesehen die südlichen Tagwana-Djimini-Sprachen rund 200 km im Westen, auf der anderen Seite des Comoé-Nationalparks sind.

## Geographie und Demographie

Die Verbreitung von Nafaanra und weiteren Senufo-Sprachen

Nafaanra grenzt im Westen an die Kulango-Sprachen sowie an die Gur-Sprache Deg und die Kwa-Sprache Gonja im Norden und Osten. Der nächste östliche Nachbar ist jedoch die Mande-Sprache Ligbi (dessen Sprecher auch Banda heißen), interessanterweise ebenfalls ein Ableger der eigenen Familie. Südöstlich und südlich von Nafaanra und Ligbi findet man die Akan-Sprache Abron (oder Bron, Brong).
Die Nafana leben im Nordwesten der Region Brong-Ahafo in Ghana, die meisten davon in Sampa, der Hauptstadt des Bezirks Jaman North, und in Banda. Laut Jordan (1980:A.5) gibt es zwei dialektale Varianten des Nafaanra: das Pantera von Banda und das Fantera von Sampa. Bendor-Samuel (1971) erkennt eine 79%ige Verwandtschaft zwischen den beiden auf der Swadesh-Liste. Der Banda-Dialekt gilt als zentral. Die Bezeichnungen „Fantera“ und „Pantera“ stammen von anderen Völkern und werden von den Nafana als pejorativ eingestuft.
Die Nafana berichten, dass sie von der Elfenbeinküste, aus einem Dorf namens Kakala stammen. Laut Jordan (1978) besagt ihre mündlich überlieferte Geschichte, dass sich einige ihrer Leute immer noch dort aufhalten und den Ort nie mehr verlassen dürfen, wenn sie zurückkehren. Sie kamen nach den Ligbi in Banda an, die laut Stahl (2004) im frühen 17. Jahrhundert aus Begho (Bigu, Bighu) in dieses Gebiet kamen.
Viele Nafana sind in gewissem Maße bilingual und sprechen Twi, die regionale Lingua franca. Laut SIL können 50 % der Bevölkerung „alltägliche soziale Aufgaben und begrenzte Anforderungen in anderen Gebieten erfüllen“, während 20 % Twi „mit ausreichender struktureller Genauigkeit [sprechen] und mit ihrem Vokabular effektiv an sehr formellen und informellen Gesprächen über praktische, soziale und berufliche Themen teilnehmen“ können. Die restlichen 30 % können jeweils zur Hälfte entweder nur sehr einige Gespräche über familiäre Themen führen oder gar kein Twi sprechen. 15–25 % der Nafana sind in Twi, aber nur 1–5 % in Nafaanra alphabetisiert.
Laut Roger Blench ist Nafaanra die Zweitsprache von etwa 70 Dompo, die in unmittelbarer Nachbarschaft von Banda leben. Ihre Muttersprache galt als ausgestorben, bis eine Feldstudie von Blench 1998 das Gegenteil bewies.

### Klassifikation
Delafosse (1904:1915) erwähnte als erster Linguist das Nafaanra und nannte es „einen sehr zerstreuten Senufo-Stamm“. Westermann ordnete Nafaanra in seiner Klassifikation der westafrikanischen Sprachen (1970 [1952]:56) auch beim Senufo ein, basierend auf der Wortliste von Rapp (1933). Diese Klassifikation bestätigt Bendor-Samuel (1971), der sich bei seiner internen Klassifikation auf die komparativen Wortlisten von Swadesh et al. (1966) stützt.
Weniger klar ist, mit welchem Senufo-Zweig Nafaanra am engsten verwandt ist. Bendor-Samuel nennt eine 60%ige Verwandtschaft mit Tenere (einem westlichen Senari-Dialekt), 59 % mit Zentral-Senari (dem Dialekt, der in der Umgebung von Korhogo gesprochen wird) und 43 % mit den Nicht-Senufo-Sprachen Mo (Deg), Kabre (Kabiye) und Dogon. Die relativ niedrigen Werte von etwa 60 % weisen auf eine eher entfernte Verwandtschaft hin. Mensah und Tchagbale (1983) ermittelten einen Faktor der gegenseitigen Verständlichkeit von 38 % mit Tyebaara (Senari), was ebenfalls auf eine entfernte Verwandtschaft mit diesem Dialekt hindeutet. Manessy (1981) hat eine vorsichtige Verbindung zum Palaka (Kpalaga) aufgestellt, während Mills (1984) eine Verbindung mit dem südlichen Tagwana-Djimini-Zweig vorschlägt. Die komparative Analyse ist noch nicht abgeschlossen.

## Phonetik

### Vokale
Jordan (1980) präsentiert sieben orale und fünf nasale Vokale. Die Nasalvokale werden durch ein „n“ hinter dem Vokal markiert, wie es in vielen westafrikanischen Orthographien der Fall ist. Man unterscheidet kurze und lange Vokale. Das Vokalsystem ist dem anderer Senufo-Sprachen sehr ähnlich. Ebenso wie die beiden nördlichen Senufo-Sprachen Supyire und Mamara hat es nur fünf nasale gegenüber sieben oralen Vokalen.
| Jordan 1980      | vordere | zentrale | hintere |
| ---------------- | ------- | -------- | ------- |
| geschlossen      | i • ĩ   |          | u • ũ   |
| halb-geschlossen | e       |          | o       |
| halb-offen       | ɛ • ɛ̃   |          | ɔ • ɔ̃   |
| offen            |         | a • ã    |         |

### Konsonanten
Das Konsonanten-System des Nafaanra ähnelt dem anderer Senufo-Sprachen. Nafaanra besitzt nur einen palatalen Frikativ (/⁠ç⁠/) und nimmt dabei eine Zwischenstellung ein zwischen den nördlichen Senufo-Sprachen (Mamara, Supyire), die sowohl /⁠ç⁠/ als auch die stimmhafte Variante /⁠ʝ⁠/ besitzen, und den südlichen Senufo-Sprachen (Karaboro, Senari, Djimini), die überhaupt keinen palatalen Frikativ besitzen. Das <h> im Nafaanra entspricht dem Glottal-Konsonanten, der in den meisten Senufo-Sprachen vorkommt, entweder als Plosiv /⁠ʔ⁠/ (Supyire, Senari, Karaboro) oder Frikativ /⁠h⁠/ (Mamara).
In der folgenden Tabelle sind orthographische Symbole eingeklammert, wenn sie von den IPA-Symbolen abweichen. Man beachte vor allem den Gebrauch von ‘j’ für IPA [⁠ɟ⁠] und ‘y’ für IPA [j], wie es in afrikanischen Orthographien üblich ist.
| Jordan 1980:NAF 5 | bilabial | labio- dental | alveolar | palatal      | velar | labio- velar | glottal |
| ----------------- | -------- | ------------- | -------- | ------------ | ----- | ------------ | ------- |
| Plosiv            | p b      |               | t d      | c (ch) ɟ (j) | k g   | k͡p g͡b        |         |
| Frikativ          |          | f v           | s z      | ç (sh)       |       |              | h       |
| Nasal             | m        |               | n        | ɲ (ny)       | ŋ     | ŋ͡m           |         |
| Vibrant           |          |               | r        |              |       |              |         |
| Approximant       |          | w             | l        | j (y)        |       |              |         |

### Ton
Nafaanra verfügt, wie die anderen Senufo-Sprachen, über drei kontrastive Töne: hoch, mittel und tief. Der Ton wird normalerweise in der Orthographie nicht gekennzeichnet. Jordan (1980a,b) präsentiert folgende Beispiele:
- kúfɔ̀ „Süßkartoffel“ (hoch-tief)
- dama „zwei Pesewas (Münzen)“ (mittel)
- màŋà „Seil“ (tief)

Jordan weist darauf hin, dass der mittlere Ton manchmal steigend ist, dass der hohe Ton manchmal herabgesetzt wird (so dass er niedriger realisiert wird als der vorhergehende hohe Ton) und dass auch eine Erhöhung möglich ist. Das steigende Merkmal des mittleren Tons rührt eventuell daher, dass es in anderen Senufo-Sprachen (Sucite, Supyire) zwei verschiedene mittlere Töne gibt. Die Herabsetzung des hohen Tons wird durch ein hochgestelltes Ausrufezeichen angezeigt:
- we ! sɛ   (er Futur gehen)   „er wird gehen“

In diesem speziellen Beispiel wird das Phänomen wahrscheinlich durch das nasale Präfix verstärkt, das man in Futur-Konstruktionen in einigen anderen Senufo-Sprachen findet. Supyire (Carlson 1994:334) zeigt ein ähnliches Phänomen in Futur-Konstruktionen mit einem direkten Objekt. Im Allgemeinen ist der „downstep“ jedoch weiter verbreitet als im Supyire und ähnliche Phänomene findet man in Palaka, Tagwana und Djimini (Mills 1984:xvi).
Für den „upstep“ ist kein Korrelat in anderen Senufo-Sprachen bekannt. Ein Beispiel ist folgender Imperativ-Satz:
- ki tɔ   (es schließen)   „schließ es!“

## Grammatik
Die Silbe im Nafaanra besteht aus einem Vokal und bis zu drei Konsonanten. Ein Nasalkonsonanten kann auch alleine eine Silbe bilden („silbischer Nasal“). Als grundlegende Silbenstruktur erhält man also (C1)(C2)V(C3) mit einer Präferenz für CV und CVV. Die Position C1 kann jeden Konsonanten erhalten, wobei es kein /r/ am Wortanfang gibt. In Position C2 können nur Vibranten (/r/) oder Approximanten (/w, l, j/) und in Position C3 nur Nasale (/m n ɲ ŋ/) erscheinen. Im letzten Fall wird die ganze Silbe nasaliert.
Die Senufo-Sprachen besitzen ein Nominalklassen-System, wie es für die Niger-Kongo-Sprachen typisch ist. Die Zugehörigkeit zu einem Genus wird durch Suffixe am Substantiv angezeigt. Pronomina, Adjektive und Kopulas reflektieren das Genus des Substantivs, auf das sie sich beziehen. Obwohl keine der Quellen zum Nafaanra Details liefert, kann man aus der kurzen Wortliste bei Jordan (1980) schließen, dass das System des Nafaanra dem der anderen Senufo-Sprachen ähnelt.
Die grundlegende Satzstruktur im Nafaanra ist SOV, wie man an folgendem Beispiel sehen kann:
- bibilɛ ná pé nya   (Jungen Vergangenheit sie sehen)   „Die Jungen sahen sie.“

### Personalpronomina
Jordan (1980) präsentiert folgende Liste der Pronomina mit dem Kommentar: „Obwohl das System der Pronomina sehr simple erscheint, wird es dadurch kompliziert, dass alle Tempora durch eine Kombination von Pronomen und Partikel gebildet werden.“
| Jordan 1980 | Singular | Plural |
| ----------- | -------- | ------ |
| 1. Person   | ni       | o      |
| 2. Person   | mu       | e      |
| 3. Person   | u        | pe     |

### Tempus und Aspekt
Tempus und Aspekt werden im Nafaanra an zwei Stellen markiert: an Partikeln vor dem Verb und an der Verbform. Man unterscheidet Vergangenheit, unmittelbare Vergangenheit und Futur sowie einen progressiven Aspekt (Kontinuativ). In einem einfachen Satz ergibt sich folgende Reihenfolge: Subjekt • (Negation) • (Tempus) • (Aspekt) • Verb. Wenn das Negationssuffix -n vorhanden ist, findet keine Fusion von präverbalen Partikeln statt. Tempus und Aspekt werden zusätzlich durch bestimmte temporale Adverbien und Hilfsverben ausgedrückt.
Die Vergangenheit wird durch die präverbale Partikel ná (hoher Ton im Gegensatz zur Kontinuativ-Partikel mit niedrigem Ton), das Futur durch die Partikel wè ausgedrückt. Einfache Sätze ohne Partikel drücken eine unmittelbare Vergangenheit aus. Sätze ohne Aspekt-Markierung interpretiert man als kompletiv.
(Beispiele nach Jordan 1978:85-87)
- kòfí ná sɛ́  ⓘ/? (Kofi Verg. gehen-kompletiv)   „Kofi ging.“ — Vergangenheit
- kòfí wè sɛ́   (Kofi Futur gehen-kompletiv)   „Kofi wird gehen.“ — Futur
- kòfí sɛ́   (Kofi gehen-kompletiv)   „Kofi ist gerade gegangen.“ — unmittelbare Vergangenheit (unmarkiert)

Der Kontinuativ bezeichnet eine andauernde oder sich wiederholende Handlung und wird durch die präverbale Partikel nà (niedriger Ton) und eine Änderung der Verbform angezeigt. Das Verb sɛ́ „gehen“ in den folgenden Beispielsätzen erscheint in der progressiven Form síé. Wenn Vergangenheit und Kontinuativ gleichzeitig auftreten, verschmelzen die Partikeln zu náà. Bei unmittelbarer Vergangenheit entfällt die Kontinuativ-Partikel und der Aspekt wird nur am Verb angezeigt.
- kòfí náà síé   (Kofi Verg. + Kont. gehen-Kont.)   „Kofi war dabei, zu gehen.“ — progressive Vergangenheit
- kòfí wè nà síé   (Kofi Futur Kont. gehen-Kont.)   „Kofi wird gehen.“ — progressives Futur
- kòfí síé   (Kofi gehen-Kont.)   „Kofi ging gerade.“ — progressive unmittelbare Vergangenheit

Nach ihrem Verhalten in für Aspekt markierten Sätzen kann man zwei Klassen von Verben unterscheiden. Eine Gruppe hat zwei unterschiedliche Formen (wie in den obigen Beispielsätzen), die andere unterscheidet sich im Aspekt nicht und hat die gleiche Form für beide Aspekte. Bei der unmittelbaren Vergangenheit kann das zu Ambiguitäten führen, weil die Kontinuativ-Partikel entfällt. Somit kann der Satz kòfí blú folgendermaßen interpretiert werden:
- kòfí blúⓘ/?   (Kofi schwimmen-Kont.)   „Kofi schwimmt.“ — progressive unmittelbare Vergangenheit
- kòfí blú   (Kofi schwimmen-kompletiv)   „Kofi ist gerade geschwommen.“ — unmittelbare Vergangenheit (unmarkiert)

Zwischen pronominalen Subjekten und den präverbalen Partikeln kommt es zu beträchtlichen Fusionen. Zum Beispiel verschmelzen ná (Vergangenheit) und pé („sie“, Plural) zu prá sɛ́ oder wè (Futur) mit pé zu píè sɛ́.

### Fragen
Fragen können im Nafaanra auf verschiedene Weise gebildet werden. Einfache Ja/Nein-Fragen bildet man durch Hinzufügung von rá am Satzende. W-Fragen werden doppelt markiert – mit einem Fragewort am Satzanfang und einem hin am Satzende. (Beispiele nach Jordan 1980:NAF4)
- u pan rá   (er kommen rá)   „Ist er gekommen?“
- ŋgi wra nya hinⓘ/?   (was er+Verg. sehen hin)   „Was hat er gesehen?“

### Zahlen
Die folgende Tabelle zeigt die Kardinalzahlen nach Jordan (1980:D.1.4). Soweit möglich erscheint das Ton-Schema basierend auf der Liste von Rapp (1933:66-67). Zum Vergleich gibt es ein paar Korrelate aus dem Supyire (Carlson 1994:169). Die Zahlen sechs bis neun werden gebildet, indem man die Zahlen eins bis vier mit der Konjunktion na an kɔɔ („fünf“) anhängt. Gleiches gilt für die Zahlen 11–19 (eins bis neun werden mit der Konjunktion mbɔ an die 10 gehängt).
| Zahl | Nafaanra           | Supyire        | Bemerkungen                              |
| ---- | ------------------ | -------------- | ---------------------------------------- |
| 1    | núnu               | nìŋkìn         |                                          |
| 2    | shíín              | shùùnnì        |                                          |
| 3    | táárɛ̀              | tàànrè         | Mpre: eta (Rapp 1933)                    |
| 4    | jíjirɛ̀             | sìcyɛ̀ɛ̀rè       |                                          |
| 5    | kúnɔ               | kaŋkuro        |                                          |
| 6    | kɔ́ɔ̀-ná-nù          | baa-nì         | < 5 + 1                                  |
| 7    | kɔ́ɔ̀-na-shin        | baa-shùùnnì    | < 5 + 2                                  |
| 8    | kɔ́ɔ̀-ná-tárɛ̀        | baa-tàànrè     | < 5 + 3                                  |
| 9    | kɔ́ɔ̀-ná-jirɛ        | baa-rìcyɛ̀ɛ̀rè   | < 5 + 4                                  |
| 10   | kɛ́                 | kɛ             |                                          |
| 20   | fúlo               | benjaaga       |                                          |
| 30   | fúlo na kɛ         | benjaaga na kɛ | < 20 + 10                                |
| 40   | fúloe shiin        |                | < 20 × 2                                 |
| 50   | fúloe shiin na kɛ  |                | < 20 × 2 + 10, Rapp féleshen-ná-kɛ       |
| 60   | fuloe taarɛ        |                | < 20 × 3, vergleiche Rapp félèko-a-ná-nò |
| 70   | fuloe taarɛ na kɛ  |                | < 20 × 3 + 10, Rapp féleko-náshèn        |
| 80   | fuloe jijirɛ       |                | < 20 × 4, Rapp féleko-ná-tàrɛ            |
| 90   | fuloe jijirɛ na kɛ |                | < 20 × 4 + 10, Rapp félèko-ná-nyèrɛ      |
| 100  | lafaa              |                | Mpre: ke-lafa (Rapp 1933)                |
| 200  | lafɛɛ shiin        |                |                                          |
| 400  | lafɛɛ jijirɛ       |                |                                          |
| 1000 | kagbenge nunu      |                | Rapp láfâ-kɛĭ (< 100 × 10) oder káboŋge  |
| 2000 | kagbenge shiin     |                |                                          |

Bei Zahlen größer als zehn weichen die Systeme im Nafaanra und Supyire voneinander ab. Die Multiplikation von fulo („zwanzig“) und die Anhängung von kɛ („zehn“) mit der Konjunktion ná benutzt man zur Bildung bei 30 bis 90. Überraschenderweise ergeben sich hier große Unterschiede zwischen Rapp (1933) und Jordan (1980). Bei Rapps 60, 70 und 80 wird féle zur Markierung der Zehn benutzt, die mit 6, 7 und 8 die 60, 70 und 80 ergibt.
Rapp (1933) vergleicht die Numerale im Nafaanra für „drei“ (táárɛ) und „hundert“ (lafaa) mit eta und ke-lafa aus der bislang unklassifizierten ghanaischen Sprache Mpre. Jedoch ähnelt das eta des Mpre den Kwa-Sprachen (z. B. Brong esã, Ga etɛ), während man für die Nafaanra-Form táárɛ Verwandte in anderen Senufo-Sprachen findet (z. B. Supyire tàànrè). 
Das lafaa (hundert) des Nafaanra ist ein typisches Kwa-Numeral und wahrscheinlich aus einer der benachbarten Kwa-Sprachen entlehnt (z. B. Dangme làfá, Gonja kì-làfá, Ewe alafá). Rapps Implikation für eine Verwandtschaft von Mpre und Nafaanra ist somit zweifelhaft.
Manchmal kommt es zu morphophonologischen Alternationen, z. B. der Reduktion von kúnɔ (fünf) zu kɔ́ɔ̀ (Erhaltung des Ton-Schemas) und der Wechsel von lafaa zu lafɛɛ in den Hundertern.

## Literatur

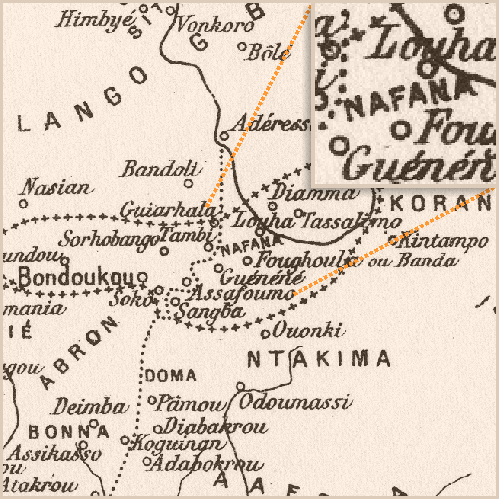
Ein Fragment von Delafosses (1904) linguistischer Karte, die das Nafaanra ('Nafana') im Grenzgebiet zwischen der Elfenbeinküste und Ghana hervorhebt. Bonduku befindet sich auf der linken Seite.

### Farbwörter
Die drei grundlegenden Farbwörter im Nafaanra sind wɔɔ („schwarz“), finge („weiß“) und ɲiɛ („rot“). Wie bei den Adjektiven in den Senufo-Sprachen reflektiert die Form des Farbwortes das Genus des modifizierten Substantivs.
- wɔɔ   —   ki wɔ   „Es ist schwarz.“
- finge   —   ki fninge   „Es ist weiß.“
- ɲiɛ   —   ki ɲina   „Es ist rot.“

Carlson (1994:154,710n9,10) benennt die verwandten Formen -ɲyɛ- (rot, warm gefärbt) und -fyìn- (weiß, hell) im Supyire. Er bemerkt außerdem, dass diese Adjektive mit den Verben fíníŋɛ́ (weiß sein, weiß werden) und ɲááŋá (rot sein, erröten) verwandt sind, die wiederum kausative Formen der ausgestorbenen Verben fini (weiß sein) und ɲana (rot sein) sind.

## Beispielsätze
- mùùrà kà ní čàà mè gbú mè é nyìè tɛ́ɛ́ mè kí lóó ⓘ/?

Geschichte einige ich will und-Futur schlagen und-Futur dein Ohr legen und-Futur es hören
„Ich möchte dir eine Geschichte erzählen.“
- yɛ́ngè nà kòmó ǹdrá ⓘ/?

wahr dass Hyäne verstecken-kompletiv
„Die Hyäne hat sich wirklich versteckt.“
- ké bĺè kà kpáhù wá

es Tag einige Frosch nicht-hier
„An einem bestimmten Tag war der Frosch nicht hier.“
- ẃrè ǹnà pè kúú

er nicht-prog. sie töten-prog.
„Er war nicht dabei, sie zu töten.“
- ná múúrò ḿnà kàà mà ná yo mà

falls Fisch du-Verg.-prog. kauen-prog. du-nich Verg. sagen-kompletiv das
„Wenn du Fisch gegessen hättest, hättest du das nicht gesagt.“
Quelle: Jordan (1978:88-90)

### Primärtexte
- Delafosse, Maurice (1904) Vocabulaires comparatifs de plus de 60 langues ou dialects parlés à la Côte d' Ivoire ou dans les régions limitrophes (avec des notes linguistiques et ethnologiques, une bibliographie et une carte). Paris: Leroux.The whole book PDF
- Jordan, Dean (1978). "Nafaara tense-aspect in the folk tale", in Joseph Grimes (ed.), Papers on discourse. Dallas: Summer Institute of Linguistics, 84–90.
- Jordan, Carol & Jordan, Dean (1980a). "Nafaara", in Kropp-Dakubu, M.E. (ed.), West African language data sheets, Vol. II. Leiden: West African Linguistic Society / African Studies Centre, 138–143.
- Jordan, Dean (1980b). "Collected Field Reports on the Phonology of Nafaara", Collected Language Notes 17. Legon: Institute of African Studies, University of Ghana.
- Painter, Colin (1966) Word lists of two Senufo dialects: Fantera et Pantera. Legon: University of Ghana. (30p)
- Rapp, Eugen Ludwig (1933). Die Náfana-sprache auf der Elfenbeinküste und auf der Goldküste. [The Náfana language in Ivory Coast and Gold Coast], Mitteilungen des Seminars für Orientalische Sprachen (M.S.O.S.) 36, 3, 66–69.

### Sekundärtexte
- Blench, Roger (1999). Recent Field Work in Ghana: Report on Dompo and a note on Mpre. PDF
- Carlson, Robert (1994). A Grammar of Supyire. Berlin/New York: Mouton de Gruyter.
- Hartell, Rhonda L. (ed.) (1993). The Alphabets of Africa. Dakar: UNESCO and SIL.
- Manessy, Gabriel (1981) 'Les langues voltaïques', in: Les langues dans le monde ancien et moderne vol. I, Paris, CNRS, 103–110.
- Mensah, E.N.A.; Tchagbale, Z. (1983) Atlas des langues gur de Côte d' Ivoire. Abidjan, Paris: ILA.
- Stahl, Ann (2004). "Making history in Banda: Reflections on the construction of Africa's past", in Historical Archaeology, 38, 1, 50–56.
- Swadesh et al. (1966) 'A preliminary glottochronology of Gur languages', Journal of West African Languages, 3, 2, 27–65.
- Westermann, Diedrich & Bryan, M.A. (1970 [1952]). The Languages of West Africa. Oxford: International African Institute / Oxford University Press.
- Brɔfu ni yuu (a bridge material to English) Nafaanra. Ghana Institute of Linguistics, Literacy and Bible Translation (1994)